# Club Atlético River Plate 1927
Questa voce raccoglie le informazioni riguardanti il Club Atlético River Plate nelle competizioni ufficiali della stagione 1927.

## Stagione
In seguito alla fusione delle due federazioni calcistiche esistenti il torneo ritorna a essere unico, allargandosi a 34 squadre. Il River Plate chiude al decimo posto, non risaltando particolarmente in alcun aspetto statistico.

## Maglie e sponsor
| Casa |

## Rosa
| N. |                      | Ruolo | Calciatore            |
| -- | -------------------- | ----- | --------------------- |
|    | Argentina (bandiera) | P     | Jorge Iribarren       |
|    | Argentina (bandiera) | P     | Juan Mihovich         |
|    | Argentina (bandiera) | D     | Jacinto Cacopardo     |
|    | Argentina (bandiera) | D     | P. Carosella          |
|    | Argentina (bandiera) | D     | Pedro Choperena       |
|    | Argentina (bandiera) | D     | Guillermo Durante     |
|    | Argentina (bandiera) | D     | Jacinto Giúdice       |
|    | Argentina (bandiera) | D     | Juan Carlos Iribarren |
|    | Argentina (bandiera) | D     | Pablo Simona          |
|    | Argentina (bandiera) | C     | Camilo Bonelli        |
|    | Argentina (bandiera) | C     | Alejandro Giglio      |
|    | Argentina (bandiera) | C     | Esteban Malazzo       |
|    | Argentina (bandiera) | C     | Luis Maresca          |
|    | Argentina (bandiera) | C     | Moisés Patiño         |
|    | Argentina (bandiera) | C     | Humberto Porta        |
|    | Argentina (bandiera) | C     | Roberto Taramasso     |
|    | Argentina (bandiera) | C     | Antonio Traverso      |

| N. |                      | Ruolo | Calciatore           |
| -- | -------------------- | ----- | -------------------- |
|    | Argentina (bandiera) | A     | José Caniche         |
|    | Argentina (bandiera) | A     | José Clarke          |
|    | Argentina (bandiera) | A     | Francisco Fazio      |
|    | Argentina (bandiera) | A     | Pedro Fernández      |
|    | Argentina (bandiera) | A     | Alberto Gainzarain   |
|    | Argentina (bandiera) | A     | Francisco Gondar     |
|    | Argentina (bandiera) | A     | Gustavo González     |
|    | Argentina (bandiera) | A     | Atilio Granara Costa |
|    | Argentina (bandiera) | A     | Juan Carlos Irurieta |
|    | Argentina (bandiera) | A     | Vicente Locasso      |
|    | Argentina (bandiera) | A     | Pascual Marabito     |
|    | Argentina (bandiera) | A     | Eduardo Oliva        |
|    | Argentina (bandiera) | A     | Francisco Osilio     |
|    | Argentina (bandiera) | A     | Antonio Paduano      |
|    | Argentina (bandiera) | A     | Salvador Schiavo     |
|    | Argentina (bandiera) | A     | Eugenio Taboada      |
|    | Argentina (bandiera) | A     | Victoriano Taboada   |

## Statistiche

### Statistiche di squadra
| Competizione     | Punti | Totale | Totale | Totale | Totale | Totale | Totale | DR  |
| Competizione     | Punti | G      | V      | N      | P      | Gf     | Gs     | DR  |
| ---------------- | ----- | ------ | ------ | ------ | ------ | ------ | ------ | --- |
| Primera División | 40    | 33     | 17     | 6      | 10     | 53     | 35     | +18 |
| Totale           | -     |        |        |        |        |        |        | -   |